# Time Out (The Dave Brubeck Quartet)
Time Out è un album del The Dave Brubeck Quartet, pubblicato nel 1959 dalla Columbia Records.
Il disco è famoso per essere stato il primo album jazz a superare il milione di copie vendute e per aver portato il jazz ad un vasto pubblico. Time Out presenta dei tempi musicali inconsueti per gli standard del jazz del periodo (tempi da valzer, 9/8 o 5/4).
Nonostante dovesse essere un esperimento per il quartetto e avesse ricevuto critiche negative all'epoca della sua uscita, diventò ben presto uno dei più conosciuti album jazz di tutti i tempi, riuscendo a scalare le classifiche Billboard, grazie anche al singolo Take Five.
Nel 2005 Time Out fu uno dei cinquanta album scelti dalla Biblioteca del Congresso per essere inserito nella National Recording Registry, la lista delle più importanti registrazioni sonore americane.

## Descrizione
Con Time Out, il suo autore, Dave Brubeck, pianista di San Francisco, si propose l'obiettivo di sovvertire le strutture stereotipate del jazz, introducendo al suo interno, in maniera massiccia, i tempi dispari, insoliti in quel periodo e proprio per questo grande innovazione, andando dal 5/4 di Take five, che avrebbe dovuto essere originariamente un assolo di batteria di Joe Morello, al 9/8 di Blue Rondò à la Turk, ispirato dal movimento di Mozart Rondò alla turca della sua sonata per pianoforte n. 11 e dai temi dello zeybeği, della tradizione turca, passando per il doppio valzer (Kathy's Waltz) ed episodici sprazzi di 4/4, in Strange Meadow Lark. Egli applica inoltre, con successo ed originalità, alcune forme musicali della musica classica al jazz, come le fughe ed i rondò. Alcuni dei brani, tuttavia, fanno uso di più tempi diversi al loro interno, come Three to Get Ready, che inizia a ritmo di valzer, per poi alternare i temi 3/4 e 4/4, o Kathy's Waltz (ispirato dalla figlia di Brubeck, Cathy), che parte in 4/4, per poi passare al doppio valzer e, infine, fondere i due tempi insieme.
Blue rondò à la Turk insieme a Take Five fu presentato su un 45 giri (uscito ad insaputa del quartetto mentre era in tournée in Inghilterra) e in brevissimo tempo superò il milione di copie vendute, primo caso nella storia discografica del jazz.
Con Time Out il gruppo inizia anche ad usare opere di arte contemporanea per le copertine dei dischi. Neil Fujita firma, infatti, l'immagine che appare sull'album, mentre nel successivo lavoro del quartetto, Time Further Out (sorta di sequel a Time Out) sarà Joan Miró ad illustrare il disco.

## Tracce
Musiche di Dave Brubeck eccetto dove indicato.
Lato A
1. Blue Rondo à la Turk – 6:44
2. Strange Meadow Lark – 7:22
3. Take Five – 5:24 (musica: Paul Desmond)

Lato B
1. Three to Get Ready – 5:24
2. Kathy's Waltz – 4:48
3. Everybody's Jumpin' – 4:23
4. Pick Up Sticks – 4:16

## Critica
Sebbene molti all'epoca trovassero Time Out fin troppo sfacciatamente commerciale, ed altrettanti continuino a considerare Brubeck soltanto come un abile compositore di melodie orecchiabili, l'album del quartetto rimane una delle opera più importanti del movimento del cool jazz.
Il sito OndaRock.it, in occasione del cinquantesimo anniversario del disco, recensì positivamente l'album, definendolo uno dei più riusciti lavori del quartetto, mentre l'accoppiata Brubeck / Desmond venne salutata come «uno dei connubi più riusciti dell'intera storia del jazz». Steve Huey, su All Music Guide, lo considera il capolavoro di Brubeck, uno dei più innovativi album jazz mai prodotti e «accessibile a tutti, una caratteristica rara in ogni forma d'arte».
Brett Rudolph, su HighFidelityReview.com, lo definisce «il disco che ha cambiato il jazz per sempre», mentre il sito SentireAscoltare.com sottolinea il riuscito connubio tra il jazz e la tradizione europea della musica classica:
(SentireAscoltare.com)

## Riedizioni
Time Out fu distribuito diverse volte nel corso degli anni (con maggior presenza negli anni novanta), sia in formato LP che in CD. Nel 2009, in occasione del cinquantesimo anniversario del disco, la Columbia Records mise in commercio una versione Legacy Edition dell'album, contenente due dischi, con le tracce originarie, delle versioni dal vivo delle stesse e composizioni inedite, provenienti da sessioni del 1961, 1963 e 1964, e un DVD in cui Brubeck racconta la genesi del disco.
Uscita il 26 maggio 2009, l'edizione Legacy è stata recensita positivamente dalla critica. Il sito All Music Guide trova le versioni dal vivo di Take Five e Blue Rondo à la Turk i pregi più grande dell'album, anche grazie alle improvvisazioni di Desmond e «il DVD altrettanto interessante. In definitiva, questa nuova edizione aggiunge ulteriore valore all'originale Time Out».
La tracklist della Legacy Edition è la seguente:
Disco 1
1. Blue Rondo à la Turk – 6:44 (Dave Brubeck)
2. Strange Meadow Lark - 7:22 (Brubeck)
3. Take Five - 5:24 (Paul Desmond)
4. Three to Get Ready – 5:24 (Brubeck)
5. Kathy's Waltz – 4:48 (Brubeck)
6. Everybody's Jumpin' – 4:23 (Brubeck)
7. Pick Up Sticks – 4:16 (Brubeck)

Disco 2
1. St. Louis Blues – 7:55 (W. C. Handy)
2. Waltz Limp (live) – 4:57 (Brubeck)
3. Since Love Had Its Way (live) – 6:19 (Brubeck)
4. Koto Song (live) – 6:00 (Brubeck)
5. Pennies from Heaven (live) – 4:49 (Vinnie Burke, Bill Johnson)
6. You Go to My Head (live) – 9:36 (John Frederick Coots, Dizzy Gillespie)
7. Blue Rondo à La Turk (live) – 7:22 (Brubeck)
8. Take Five (live) – 7:18 (Brubeck)

## Formazione

### Gruppo
- Dave Brubeck - pianoforte
- Paul Desmond - sassofono contralto
- Eugene Wright - contrabbasso
- Joe Morello - batteria